# تیغ‌پشت حشره‌خوار ناسولو
تیغ‌پشت حشره‌خوار ناسولو(نام علمی: Microgale nasoloi) نام یک گونه از سرده ریزراسویی‌ها است.